# طبیعت‌درمانی

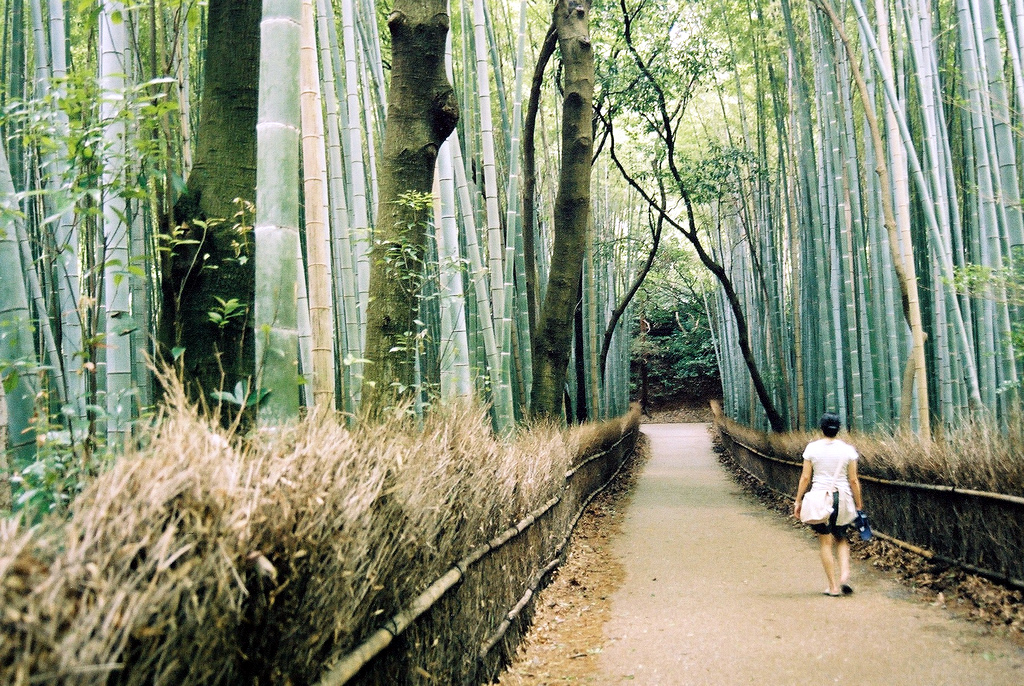
طبیعت درمانی در جنگل خیزران، کیوتو، 2006.

طبیعت درمانی (به انگلیسی: Nature therapy, Ecotherapy)، که گاهی به‌عنوان جنگل‌درمانی (و همنشینی با زمین) شناخته می‌شود، عملی است که گروه وسیعی از تکنیک‌ها یا درمان‌ها را برای استفاده از طبیعت برای بهبود سلامت ذهنی یا جسمی توصیف می‌کند.
طبیعت درمانی انجام فعالیت‌های خارج از منزل و در طبیعت است و اغلب برای توصیف فعالیت‌هایی منظم و ساختاریافته استفاده می‌شود که توسط بالینگران یا درمانگران هدایت می‌شود این روند به عنوان طبیعت درمانی اکوتراپی یا جنگل‌درمانی شناخته می‌شود خدمات درمانی مبتنی بر طبیعت می‌تواند محرکی برای ایجاد احساس پایداری، سلامت روان و آموزش باشد. طبیعت‌درمانی برای ایجاد مهارت‌های جدید، ارتباطات جدید و احساس مسئولیت و توسعه تاب‌آوری انجام می‌شود برای ایجاد مهارت‌های جدید، ارتباطات جدید و احساس مسئولیت و تعلق انجام می‌شود.
گذراندن زمان مناسب در طبیعت فواید فیزیولوژیکی مختلفی مانند آرامش و کاهش استرس دارد.